# Bathylaimella simplex
Bathylaimella simplex är en rundmaskart som beskrevs av Allgen 1930. Bathylaimella simplex ingår i släktet Bathylaimella och familjen Linhomoeidae. Inga underarter finns listade i Catalogue of Life.